# Monte-Alto-Kultur

Frühe Fundstätten entlang der Pazifikküste Guatemalas; auch die Jade-Fundstellen im Gebiet des Río Motagua sind markiert.

Die nach ihrem Hauptfundort, der Finca Monte Alto, benannte Monte-Alto-Kultur gehört zu den frühesten Kulturen Mesoamerikas. Einigen Forschern gilt sie als zeitlicher, nicht aber als direkter kultureller Vorläufer der Mayas; andere Forscher halten die Stätte sogar für präolmekisch.

## Lage
Die Finca Monte Alto liegt etwa 2 km östlich der Kleinstadt La Democracia (Escuintla), Guatemala. Weitere der Kultur zuzurechnende archäologische Stätten scheinen Bálsamo und Cerritos Sur zu sein, die nur etwa 10 km in westlicher bzw. östlicher Richtung liegen. Alle genannten Stätten sind nur etwa 20 km Luftlinie von der Pazifikküste entfernt, an welcher bislang keine archäologischen Funde gemacht wurden.

## Datierung
Nach bisherigem Forschungsstand stammen die ersten Besiedlungsspuren in Monte Alto aus der Zeit um 1500 v. Chr.; die künstlerisch bedeutsamsten Funde werden in die Epoche der Präklassik (ca. 400 v. Chr. bis 200 n. Chr.) eingeordnet. Einige Kleinfunde (Totenmaske, Jochsteine) könnten aus späterer Zeit stammen.

## Funde

### Architektur
Die architektonischen Überreste von etwa 45 Bauten sind nur für Spezialisten interessant. Eine Tempelpyramide erreichte wahrscheinlich eine – für die Frühzeit enorme – Höhe von etwa 10 bis 20 m. Ein Ballspielplatz konnte bislang nicht identifiziert werden.

### Skulptur

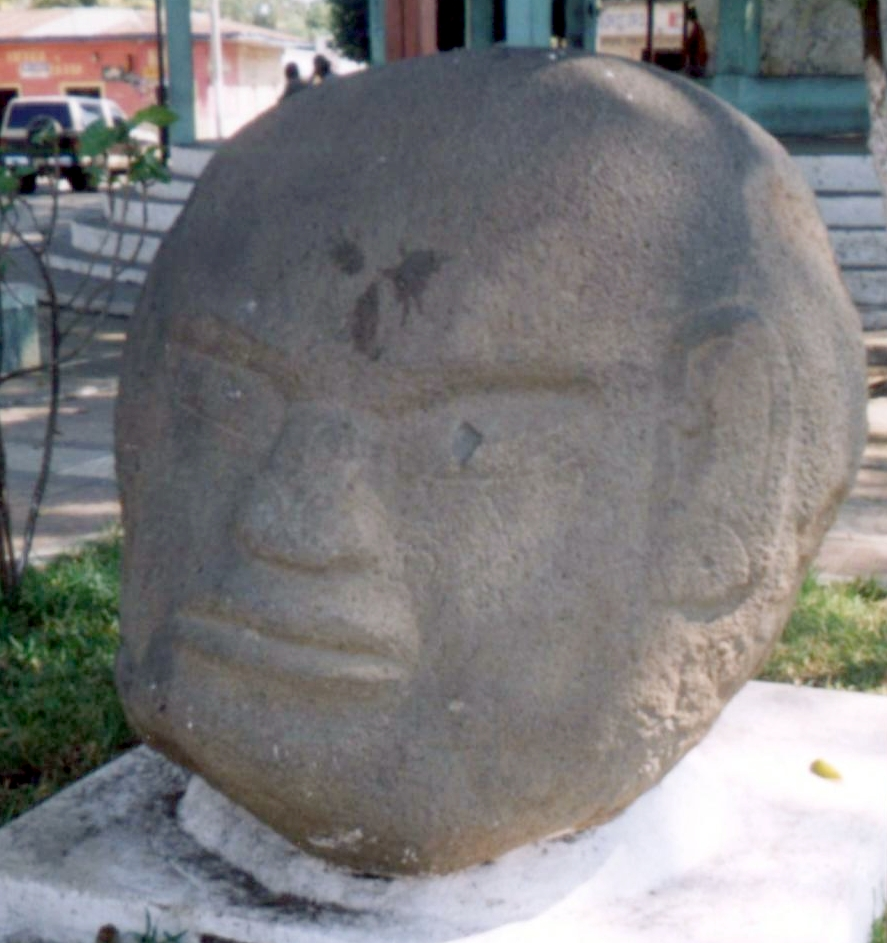
Steinkopf mit geschlossenen Augenlidern und Ohrschmuck

Ganz außergewöhnlich sind die auf dem Gelände der Finca Monte Alto gefundenen Großskulpturen, die sich in zwei Gruppen einordnen lassen: Steinköpfe und „Fassskulpturen“ (barrigones) – bei letzteren handelt es sich um große Ganzkörperfiguren mit reliefartig auf den fassartigen Körper aufgelegten Gliedmaßen. Gemeinsames Charakteristikum sind die geschlossenen Augenlider, welche den Figuren ein meditativ-tranceartiges Aussehen verleihen, welches durch den Verzehr von halluzinogenen Pilzen herbeigeführt sein könnte; mehrere Pilzsteine wurden ebenfalls gefunden. Die meisten Monumentalskulpturen vom Gelände der Finca Monte Alto sind heute im Parque Central von La Democracia ausgestellt.
Eine gut 6 m hohe Großfigur mit einem scharfgeschnittenen Gesicht und hervorstehender Nase (Foto siehe Weblink) unterschied sich deutlich von den übrigen, eher runden und plattnasigen Figuren; eine gewisse Ähnlichkeit verband sie mit den polynesischen Moais. Die Figur wurde in den 1940er Jahren beim Versuch, sie in Stücke zu schneiden und anschließend zu verkaufen, zerstört.
Daneben gibt es auch noch eine Vielzahl von Kleinskulpturen (Totenmaske aus Jade, U-förmige Jochsteine (yugos), pilzförmige Steine etc.), die im benachbarten Museum (Museo Regional de Arqueología de la Democracia) ausgestellt sind. Vor allem die Totenmaske und die Jochsteine könnten schon von Maya-Künstlern geschaffen worden sein und somit einer späteren Zeitepoche bzw. einer neuen Kultursphäre angehören. Die wertvolle Totenmaske aus weißem Jadegestein wurde im Jahre 2002 aus dem Museum gestohlen und ist bislang nicht wieder aufgetaucht.